# Ōza 2022
L'Ōza 2022 è stata la settantesima edizione del torneo goistico giapponese Ōza.

## Svolgimento

### Fase preliminare
La fase preliminare serve a determinare chi accede al torneo per la selezione dello sfidante. Consiste in una serie di tornei preliminari iniziali, i cui vincitori si qualificano al torneo per la determinazione dello sfidante.
- W indica vittoria col bianco
- B indica vittoria col nero
- X indica la sconfitta
- +R indica che la partita si è conclusa per abbandono
- +N indica lo scarto dei punti a fine partita
- +F indica la vittoria per forfeit
- +T indica la vittoria per timeout
- +? indica una vittoria con scarto sconosciuto
- V indica una vittoria in cui non si conosce scarto e colore del giocatore

|  | Primo turno      | Primo turno      | Primo turno |  |  | Secondo turno    | Secondo turno    | Secondo turno |     |                  | Semifinali       | Semifinali       | Semifinali |  |  | Finale | Finale | Finale |
|  |                  |                  |             |  |  |                  |                  |               |     |                  |                  |                  |            |  |  |        |        |        |
|  | Naoki Hane       | Naoki Hane       | B+0,5       |  |  |                  |                  |               |     |                  |                  |                  |            |  |  |        |        |        |
|  | Norimoto Yoda    | Norimoto Yoda    |             |  |  | Naoki Hane       | Naoki Hane       |               |     |                  |                  |                  |            |  |  |        |        |        |
|  | Cho Sonjin       | Cho Sonjin       |             |  |  | Toramaru Shibano | Toramaru Shibano | W+R           |     |                  |                  |                  |            |  |  |        |        |        |
|  | Toramaru Shibano | Toramaru Shibano | B+R         |  |  |                  |                  |               |     | Toramaru Shibano | Toramaru Shibano | W+R              |            |  |  |        |        |        |
|  | Taiki Seto       | Taiki Seto       | B+R         |  |  |                  | Taiki Seto       | Taiki Seto    |     |                  |                  |                  |            |  |  |        |        |        |
|  | Hironari Nakano  | Hironari Nakano  |             |  |  | Taiki Seto       | Taiki Seto       | W+4,5         |     |                  |                  |                  |            |  |  |        |        |        |
|  | Makoto Son       | Makoto Son       |             |  |  | Tetsuya Mitani   | Tetsuya Mitani   |               |     |                  |                  |                  |            |  |  |        |        |        |
|  | Tetsuya Mitani   | Tetsuya Mitani   | W+R         |  |  |                  |                  |               |     |                  | Toramaru Shibano | Toramaru Shibano |            |  |  |        |        |        |
|  | Yoshihiro Koike  | Yoshihiro Koike  |             |  |  |                  | Yu Zhengqi       | Yu Zhengqi    | B+R |                  |                  |                  |            |  |  |        |        |        |
|  | Nobuaki Anzai    | Nobuaki Anzai    | W+R         |  |  | Nobuaki Anzai    | Nobuaki Anzai    | B+R           |     |                  |                  |                  |            |  |  |        |        |        |
|  | Atsushi Sada     | Atsushi Sada     | W+1,5       |  |  | Atsushi Sada     | Atsushi Sada     |               |     |                  |                  |                  |            |  |  |        |        |        |
|  | Ryo Ichiriki     | Ryo Ichiriki     |             |  |  |                  |                  |               |     | Nobuaki Anzai    | Nobuaki Anzai    |                  |            |  |  |        |        |        |
|  | Tatsuya Shida    | Tatsuya Shida    |             |  |  |                  | Yu Zhengqi       | Yu Zhengqi    | B+R |                  |                  |                  |            |  |  |        |        |        |
|  | Kenya Onishi     | Kenya Onishi     | W+R         |  |  | Kenya Onishi     | Kenya Onishi     |               |     |                  |                  |                  |            |  |  |        |        |        |
|  | Yu Zhengqi       | Yu Zhengqi       | B+R         |  |  | Yu Zhengqi       | Yu Zhengqi       | B+R           |     |                  |                  |                  |            |  |  |        |        |        |
|  | Junya Oba        |                  |             |  |  |                  |                  |               |     |                  |                  |                  |            |  |  |        |        |        |

### Finale
La finale è una sfida al meglio delle cinque partite tra il campione in carica Iyama Yuta e lo sfidante Yu Zhengqi.